# Seznam vládců Kyjevské Rusi
Toto je seznam vládců Kyjevské Rusi.

## Dynastie Rurikovců
(862–1157)

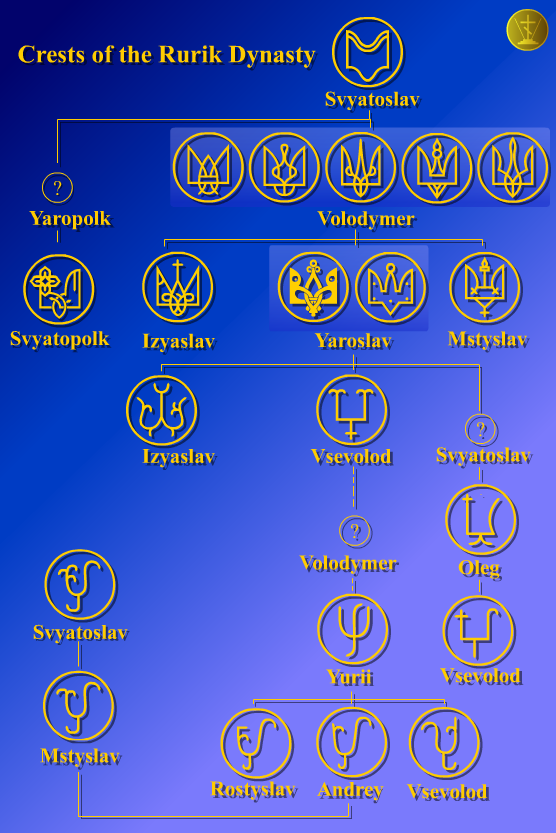
Znamení Rurikovců (založeno na obrazcích z pečetí a mincí)

- Rurik (862–879) – pololegendární vládce

- Oleg (882–912)
- Igor (912–945)
- Olga (945–962) – manželka Igora
- Svjatoslav I. Igorevič (962–972)
- Jaropolk I. (972–978)
- Vladimír I. Svatý (978–1015)
- Svjatopolk I. Okajannyj (1015–1019)
- Jaroslav I. Moudrý (1019–1054)
- Izjaslav Jaroslavič (1054–1068)
- Vseslav Polocký (1068–1069)
- Izjaslav Jaroslavič (1069–1073}
- Svjatoslav II. Jaroslavič (1073–1076)
- Vsevolod I. Jaroslavič (1076–1077)
- Izjaslav Jaroslavič (1077–1078)
- Vsevolod I. Jaroslavič (1078–1093)
- Svjatopolk II. Izjaslavič (1093–1113)
- Vladimír II. Monomach (1113–1125)
- Mstislav Vladimirovič (1125–1132)
- Jaropolk II. (1132–1139)
- Vjačeslav Vladimirovič (1139)
- Vsevolod II. (1139–1146)
- Igor II. Olegovič (1146)
- Izjaslav II. Mstislavič (1146–1154)
- Izjaslav III. (1154–1155)
- Jurij I. Dolgorukij (1155–1157)

Po roce 1125 došlo k rozpadu Kyjevské Rusi na menší samostatná knížectví, mezi nimiž přední postavení zaujímalo vladimirsko-suzdalské knížectví, kde vládl Jurij I. Dolgorukij. Po dobytí Kyjeva přesídlil do tohoto města. Jeho syn Andrej Bogoljubskij sídlil ve Vladimiru. Také on dobyl roku 1169 Kyjev a stal se velikým knížetem kyjevským. Zůstal však ve Vladimiru a do Kyjeva poslal jako místodržícího svého bratra. Proto bývá rok 1169 historiky považován za konec Kyjevské Rusi. Dále panovníci pokračují jako knížata vladimirsko-suzdalská.